# Хорарная астрология
Хорарная астрология (от лат. hora — час), дословно: часовая астрология, астрология текущего момента, также — интеррогативная или вопросная астрология — набор астрологических практик, занимающийся поиском ответа на заданный вопрос. Для этого составляется хорарный гороскоп, то есть гороскоп, составленный на момент задания вопроса астрологу и относительно места, где задан вопрос. Из-за возросших возможностей коммуникационных средств, место и время задания вопроса клиентом могут сильно разниться с местом и временем получения вопроса астрологом, в виду чего существует несколько мнений о том, какие исходные данные должны использоваться для построения хорарного гороскопа.

## История
В то время как все прочие разделы астрологии зародились в греко-римском мире в период Античности или имеют более древнее, вавилонское, происхождение, концепция хорарной астрология была разработана в индийской прашна-шастре.
Первые астрологические учения попали в Индию не позднее, чем в середине первого тысячелетия до н. э. и после адаптации были включены в веды. Однако бум развития индийской астрологии произошёл вследствие военных и торговых контактов Индии с греко-римским миром после III в. до н. э., когда греческие тексты, содержавшие элементы зрелой математической астрологии эллинов, были переведены на санскрит.
По всей видимости, хорарная астрология является переосмысленной разновидностью катархической (элективной) астрологии греков. Если античные астрологи для определения успешности предприятия строили гороскоп на момент начала исследуемого события или исходили из всеобщих небесных влияний, индийские астрологи начали строить гороскоп на момент обращения за консультацией к астрологу, неявно постулируя, таким образом, присутствие ответа в самом вопросе.
В IX — X вв. н. э. хорарная астрология от индийцев стала широко известна арабским астрологам, а через них в период Позднего средневековья, после проникновения восточных учений и наук на латинский запад, стала известна и астрологам Европы.
В Европе астрология вопросов достигла расцвета в результате деятельности итальянского астролога Гвидо Бонатти, который ввёл в это учение ряд новых положений. Также видным астрологом Запада, практиковавшим хорарную астрологию, считается Уильям Лилли. Его фундаментальный труд «Христианская астрология», изданный в 1647 году и переизданный в 1659 году, не утратил своей популярности и в новейшее время, став одним из авторитетных учебников хорарной астрологии. Впервые после столетий забвения «Христианская астрология» вновь увидела свет в 1985 году, когда британское издательство «Регулус» («Regulus») осуществило репринтное издание по образцу 1647 года. После этого работа была многократно издана на различных языках, включая русский.
Заметный вклад в развитие и популяризацию хорарной астрологии также внесли: Клаудио Дарио, Джон Гэдбэри, Аль-Бируни, Мессалла, Заэль и Али бен Рагель.

## Общий обзор метода
Классический метод хорарной астрологии в целом выглядит следующим образом. Клиент формулирует вопрос и задает его астрологу. Астролог соотносит основную тему вопроса с одним из домов гороскопа согласно принятым в астрологии правилам. Так, например, все вопросы, касающиеся детей и развлечений, относят к V дому, всё, что связано с братьями и сёстрами, с поездками и контактами — к III и т. д. Далее строится хорарный гороскоп вопроса и изучается ситуация, складывающаяся в гороскопе вокруг Луны и планет, управляющих домом вопроса или находящихся в нём, а также рассматриваются взаимоотношение Луны и выбранных планет с планетами, имеющими отношение к I дому гороскопа, символизирующему клиента. На основе проделанного анализа делается вывод, как следует ответить на вопрос клиента. При этом следует заметить, что список условий, соблюдение которых необходимо, чтобы дать благоприятный прогноз по рассматриваемому вопросу, велик.
Согласно методу хорарной астрологии, на один и тот же вопрос можно получить разные ответы, в зависимости от того, когда и где этот вопрос был задан. Такое положение не соответствует научной методологии, требующей повторяемости результатов. Кроме того, если кверент (человек, задающий вопрос) знаком с хорарной астрологией, то он сам может "подогнать" время и место задания вопроса таким образом, чтобы получить на него желаемый ответ.
При помощи хорарной астрологии можно пытаться искать потерянные предметы и вещи. Сведений о положительных результатах такого поиска не имеется.